# کریگ استیونز (هنرپیشه)
کریگ استیونز (انگلیسی: Craig Stevens؛ ۸ ژوئیهٔ ۱۹۱۸ – ۱۰ مهٔ ۲۰۰۰) هنرپیشه سینما و تلویزیون اهل ایالات متحده آمریکا بود.

## اوایل زندگی
وی با نام گیل شیکلز جونیور (به انگلیسی: Gail Shikles, Jr.) در لیبرتی، میزوری زاده شد. پدر وی معلم دبیرستان بود. استیونز در دانشگاه میزوری در کانزاس‌سیتی دندان‌پزشکی خواند و از آنجا در سال ۱۹۳۶ مدرک کارشناسی گرفت.